# Aleuritopteris pulveracea
Aleuritopteris pulveracea là một loài thực vật có mạch trong họ Adiantaceae. Loài này được (Kunze) Fée miêu tả khoa học đầu tiên năm 1852.